# Колібрі-шаблекрил санта-мартинський
Колі́брі-шаблекри́л санта-мартинський (Campylopterus phainopeplus) — вид серпокрильцеподібних птахів родини колібрієвих (Trochilidae). Ендемік Колумбії.

## Опис

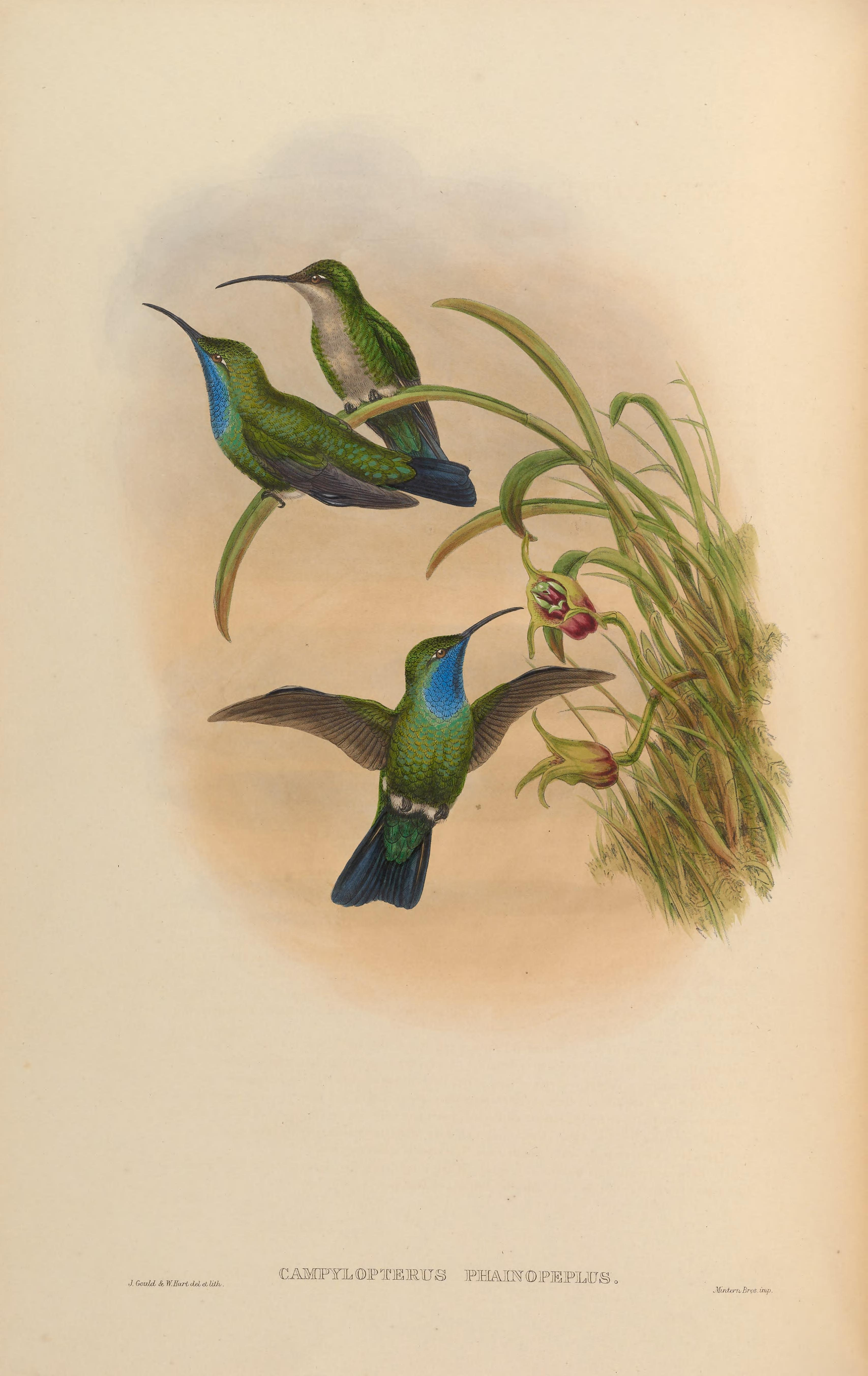
Санта-мартинські колібрі-шаблекрили

Довжина птаха становить 13 см. Самці мають переважно зелене, блискуче забарвлення, горло і груди у них сині, блискучі. Хвіст прямокутної форми, сталево-синьо-чорний. У самиць верхня частина тіла зелена, блискуча, передня частина тімені і щоки більш тьмяні. Нижня частина тіла сіра. боки і гузка зелені. Хвіст зелений з вузьким сірим кінчиком. Дзьоб міцний, довжиною 25 мм, дещо вигнутий.

## Поширення і екологія
Санта-мартинські колібрі-шаблекрили є ендеміками гірського масиву Сьєрра-Невада-де-Санта-Марта на півночі Колумбії. Під час сухого сезону (з лютого по травень) вони живуть на узліссях вологих гірських тропічних лісів і трапляються на тінистих кавових плантаціях, де живляться нектаром бананів, а під час сезону дощів (з червня по жовтень) зустрічаються у відкритому парамо, на висоті до 4800 м над рівнем моря (на висоті снігової лінії).

## Збереження
МСОП класифікує цей вид як такий, що перебуває на межі зникнення. Хоча на початку XX століття вид вважався локально поширеним, з 1946 року санта-мартинські колібрі-шаблекрили не спостерігалися, поки не були повторно відкриті у 2010 році. У 2022 році самець цього виду був сфотографований. За оцінками дослідників, популяція санта-мартинських колібрі-шаблекрилів становить менше 50 дорослих птахів. Їм загрожує знищення природного середовища.